# الورد (محافظة العلا)
الورد، قرية من قرى محافظة العلا، والتابعة لمنطقة المدينة المنورة في السعودية. تقع في شمال المدينة المنورة، وتبعد عنها بمسافة تقارب (406 ) كيلو متر، وعن العلا بمسافة تقارب (100 ) كيلو متر.

## مركز الورد
مركز الورد: هو من مراكز فئة (ب)
الموقعيقع المركز في الجزء الغربي من محافظة العلا .
المساحةتبلغ مساحته (1,098كم2)، وتمثل 3,75% من مساحة المحافظة، ويأتي في المرتبة الرابعة عشرة.
السكانيبلغ عدد سكان (1467) نسمة، ويأتي في المرتبة العاشرة.
بعد المركز عن المحافظةيقع المركز على بعد (100كم) من المحافظة، والطريق المؤدي إليها ترابي، ويعتبر المركز في المرتبة السابعة من حيث القرب من مقر المحافظة.